# Vignettering

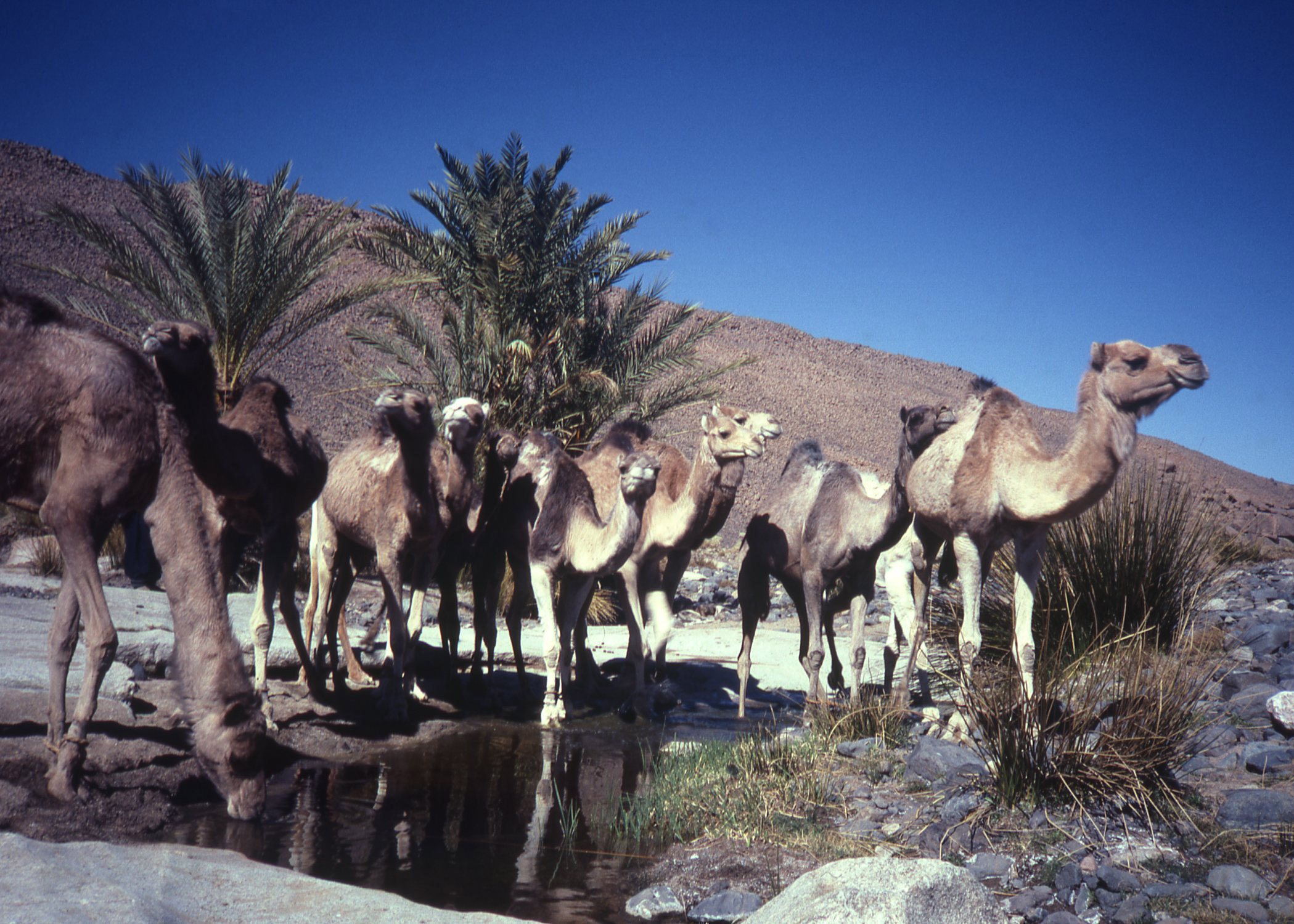
Een voorbeeld van vignettering

Vignettering of lichtafval is het afnemen van de helderheid in de hoeken van een afbeelding of foto, ten opzichte van het midden.

## Oorzaken

### Bewust
Soms is het een bewust effect van de fotograaf om de aandacht naar het midden van het beeld te trekken. Het kan bereikt worden door 'Dianagrafie'.

### Mechanisch
Zonder lens die het effect corrigeert is er per definitie altijd vignettering. Schuin invallend licht door de diafragmaopening zal altijd beperkter zijn dan licht dat loodrecht door de opening gaat. De effectieve diafragmaopening voor schuin invallend licht zal minder licht doorlaten. Bovendien zal het licht ook schuin invallen op de vlakke oppervlakte van de film of digitale sensor. Naarmate er meer groothoekachtige opnames gemaakt worden is het effect groter.
Een te lange of te nauwe zonnekap die wel voor de normale beeldhoek voldoet, maar op een groothoekobjectief lichtafval veroorzaakt. Hetzelfde geldt voor een te klein filter op de lens.
Een objectief is uit meerdere lenzen opgebouwd en wordt in een buis of tubus samengebouwd. Wanneer de tubus te lang is, vooral bij groothoekobjectieven, zullen de schuin invallende lichtstralen de tubuswand raken en lichtafval veroorzaken.
Lichtafval zou ook kunnen ontstaan bij het gebruik van een centraalsluiter in het objectief. Een dergelijke sluiter begint vanuit het midden open te gaan tot zijn grootste opening en sluit dan weer vanaf de rand met een steeds kleiner wordende opening naar het midden toe. Dus gedurende de tijd dat de sluiter niet helemaal open is, zou vignettering kunnen optreden. Voorwaarde is dat er met een snelle sluitertijd wordt gewerkt en de sluiter zich achter de verwisselbare lens bevindt. Remedie: met een kleiner diafragma en dientengevolge langere sluitertijden werken.
Wanneer de sluiter zich vlak bij het diafragma bevindt, zal het effect minimaal zijn, omdat de sluiter dan als diafragma werkt.
Door een te grote beelduitsnede te nemen uit het ronde beeld wat het objectief geeft. Elk objectief zal vanuit het beeldcentrum  naar de randen toe in lichtsterkte afnemen. Verkeerde zuinigheid geeft in dit geval lichtafval.
Objectieven ontwikkeld voor niet full-frame digitale beeldsensoren, geven op een analoge kleinbeeldcamera beelden met een duidelijke lichtafval. Andersom is geen vignettering te verwachten, doordat de uitsnede van het beeld voldoende klein is.

## Correctie
Een foto die vignettering vertoont kan gecorrigeerd worden door een masker, waarbij de randen helderder gemaakt worden. Sommige beeldbewerkingsprogramma's hebben een hoogdoorlaat-filter, waarbij geleidelijke veranderingen in de foto (zoals vignettering) verwijderd worden.